# Katie Dougan
Pour les articles homonymes, voir Dougan.
Pas d'image ? Cliquez ici

a Compétitions nationales et continentales officielles uniquement.

b Matchs officiels uniquement.
Dernière mise à jour le 31 mai 2025.
Katie Dougan, née le 15 janvier 1995 à Fort William (Écosse), est une joueuse internationale écossaise de rugby à XV évoluant au poste de pilier.

## Biographie
Katie Dougan naît le 15 janvier 1995 à Fort William en Écosse.
En 2022, elle évolue en club à Gloucester-Hartpurry. Elle compte 16 sélections en équipe d'Écosse quand elle est retenue en septembre 2022 pour disputer la Coupe du monde en Nouvelle-Zélande sous les couleurs de son pays.